# Gebroeders Safdie
De gebroeders Safdie zijn een Amerikaans onafhankelijk filmregisseursduo, bestaande uit Joshua Safdie (New York, 3 april 1984) en Benjamin Safdie (New York, 24 februari 1986).

## Biografie
De gebroeders Safdie werden geboren in New York als de kinderen van Amy en Alberto Safdie. Hun vader is van Sefardische joodse en Syrische joodse afkomst en groeide op in Frankrijk en Italië. Hun moeder is van Russisch-joodse afkomst. Ze brachten hun jeugd door bij hun vader in Queens en hun moeder en stiefvader in Manhattan.
Josh en Benny Safdie studeerden af aan de Boston University College of Communication, respectievelijk in 2007 en 2008. In plaats van in 2008 naar de afstudeerceremonie te gaan, vloog Benny naar Cannes waar tijdens het filmfestival zijn korte film Acquaintances of a Lonely John vertoond werd, naast de debuutfilm van Josh, The Pleasure of Being Robbed, in de sectie Quinzaine des Réalizateurs. In 2009 regisseerden de gebroeders hun eerste gezamenlijke film, Daddy Longlegs, die in wereldpremière ging onder de titel Go Get Some Rosemary op het filmfestival van Cannes 2009. In 2017 regisseerden de gebroeders de misdaadfilm Good Time, met Robert Pattison en Benny Safdie zelf in de hoofdrollen. De film ging in première in de competitie voor de Gouden Palm op het filmfestival van Cannes 2017. Hun film Uncut Gems uit 2019 won meer dan twintig prijzen en kreeg verder meer dan zeventig nominaties.

## Filmografie
Uitgezonderd korte films.

### Als regisseur
- 2008: The Pleasure of Being Robbed (Josh)
- 2009: Daddy Longlegs
- 2013: Lenny Cooke (documentaire)
- 2014: Heaven Knows What
- 2017: Good Time
- 2019: Uncut Gems

### Als acteur
- 2008: Yeast
- 2009: Taking Woodstock (Josh)
- 2009: Daddy Longlegs (Josh)
- 2013: Hellaware (Josh)
- 2013: Stand Clear of the Closing Doors (Josh)
- 2015: Ce sentiment de l'été (Josh)
- 2016: My Art (Josh)
- 2016: Togetherness (televisieserie)
- 2017: Ezer Kenegdo (Josh)
- 2017: Person to Person (Benny)
- 2017: Good Time (Benny)
- 2020: Pieces of a Woman (Benny)
- 2021: Licorice Pizza (Benny)
- 2022: Obi-Wan Kenobi (Benny, televisieserie)
- 2022: Stars at Noon (Benny)
- 2023: Are You There God? It's Me, Margaret. (Benny)
- 2023: Oppenheimer (Benny)
- 2023: The Curse (Benny, televisieserie)